# Bichon

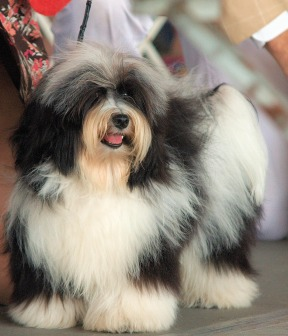
Der Havaneser gehört zu den Bichons

Als Bichon (französisch für Schoßhund) werden verschiedene kleine, lang- bis kraushaarige Hunderassen bezeichnet. Die Fédération Cynologique Internationale (FCI) gruppiert diese Rassen in der Gruppe 9, Sektion 1.1.
Von der FCI als „Bichon“ bezeichnete Rassen sind:
- Bichon Frisé
- Bologneser
- Havaneser
- Malteser

Als „verwandte Rassen“ geführt werden:
- Coton de Tuléar
- Löwchen

Nicht von der FCI anerkannte Rassen vom Typ Bichon sind:
- Bolonka Franzuska
- Bolonka Zwetna